# إيبوكإ كاتو
إيبوكإ كاتو (باليابانية: 加藤 韻) (14 نوفمبر 1987 في غيفو في اليابان – )؛ هو لاعب كرة قدم كان يلعب كمهاجم.

## وصلات خارجية
- إيبوكإ كاتو على موقع قاعدة بيانات كرة القدم.إي يو (الإنجليزية)
- إيبوكإ كاتو على موقع عالم كرة القدم.نت (الإنجليزية)